# Спелеотеми

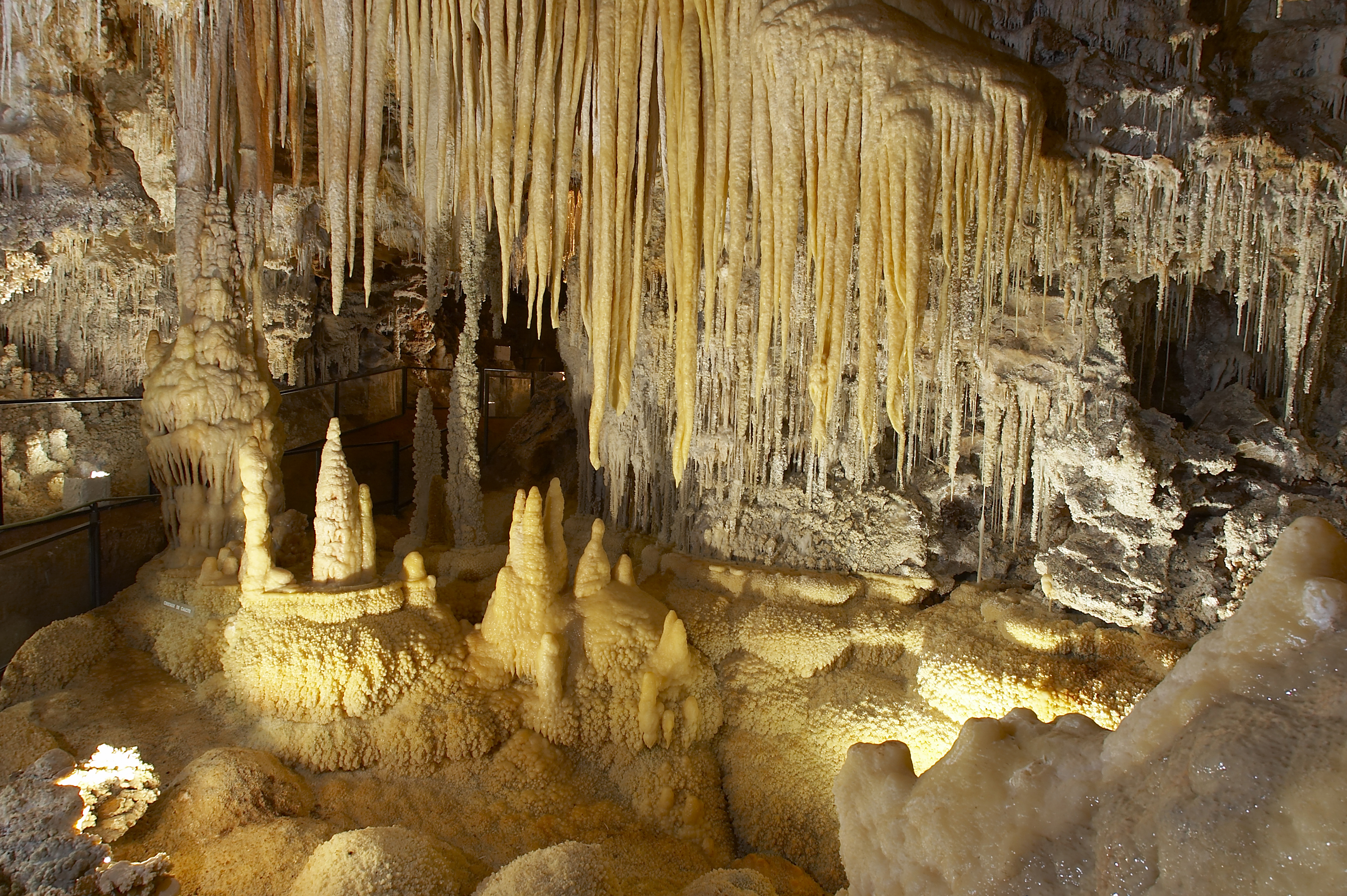
Печерні відклади

Спелеотеми, Спелеотем (від давньо-грецького əθɛm: «печерне відкладення») — зазвичай відомі як печерні утворення, є вторинними мінеральними відкладеннями, утвореними в печері. Спелеотеми зазвичай утворюються у вапнякових чи доломітових печерах. Термін «спелеотем», вперше введений Муром (1952) . Походить він від грецького слова spēlaion «печера» + théma «відкладення». Визначення «speleothem» у більшості публікацій спеціально виключає вторинні поклади з корисними копалинами в шахтах, тунелях і штучних спорудах. Хілл і Форті коротко визначили «вторинні мінерали», які створюють освіти в печерах: «Вторинний» мінерал — це той, який отримано фізико-хімічною реакцією з первинного мінералу у первинній породі або уламках та/або відкладено через унікальний набір умов у печері; тобто, середовище печери вплинуло на відкладення мінералу